# アンソニー・マモ
サー・アンソニー・ジョゼフ・マモ（Sir Anthony Joseph Mamo, KUOM, OBE, QC, 1909年1月9日 – 2008年5月1日）は、マルタの政治家。初代マルタ大統領。2007年6月8日以来、世界最高齢の元・元首だった。

## 生涯
ジョセフ・マモとカルラ・ブリンキャットの息子としてビルキルカラに生まれた。1931年に学士号を得、1934年に法学の学位を得てマルタ大学を卒業した。1974年に初代マルタ大統領になった。1976年に退任。2008年5月1日に他界。
| スタブアイコン | サブスタブ | この項目は、まだ閲覧者の調べものの参照としては役立たない、人物に関連した書きかけの項目です。この項目を加筆・訂正などしてくださる協力者を求めています（P:人物伝/PJ:人物伝）。 |